# Kian Hansen
Kian H. Hansen (Grindsted, 3 maart 1989) is een Deens voetballer (verdediger) die sinds 2008 voor de Deense eersteklasser Esbjerg fB uitkomt.

## Interlandcarrière
Onder leiding van bondscoach Morten Olsen maakte Thomsen zijn debuut voor Denemarken op 18 november 2014 in de vriendschappelijke wedstrijd tegen Roemenië (2-0) in Boekarest, net als Nicolaj Thomsen (AaB), Lucas Andersen (Ajax) en Anders Christiansen (FC Nordsjælland).